# Chrześcijaństwo w Bhutanie
Chrześcijaństwo w Bhutanie – religia mniejszości, szacuje się, że chrześcijaństwo w Bhutanie wyznaje 12–30 tysięcy osób, około 2,3% mieszkańców.

## Historia
W 1627 roku dwaj portugalscy jezuici, Estêvão Cacella i João Cabral, podróżujący z Koczin, chcąc utworzyć nową trasę do placówki misyjnej w Xigazê w Tybecie, odwiedzili Bhutan.
Podczas pobytu w Bhutanie spotkali się z Ngawangiem Namgyalem, założycielem i przywódcą buddyjskim Bhutanu. Kilka miesięcy spędzili na jego dworze. Zachęcał jezuitów do pozostania, a nawet pozwolił im korzystać z pomieszczenia przemianowanego na kaplicę; w Paro dał im ziemię, by wybudowali kościół. Bez sukcesu w nawrócenia buddystów, jezuici ostatecznie wyjechali do Tybetu. Pod koniec prawie ośmiomiesięcznego pobytu w Bhutanie, Cacella napisał długi list z klasztoru Chagri do swojego przełożonego w indyjskim Koczin; był to raport postępów w ich podróżach. Ich wizytę potwierdzają również współczesne źródła bhutańskie, w tym biografia Ngawanga Namgyala.

## Sytuacja chrześcijan
Artykuł 7 Konstytucji Bhutanu z 2008 roku gwarantuje wolność wyznania, ale zabrania również nawracania „w drodze przymusu lub nakłaniania”.
Władze państwowe oczekują, że wszyscy będą wyznawać buddyzm. Osoby, które zostają chrześcijanami, są traktowane z nieufnością, nakłania się je do powrotu do poprzedniej religii. Oprócz konwertytów, wielu chrześcijan wywodzi się z nepalskiej mniejszości etnicznej (mieszkającej głównie w południowo-zachodniej części kraju).
Żaden kościół nie posiada oficjalnego statusu uznawanego przez państwo, co oznacza, że spotkania chrześcijan są nielegalnie. Lokalne władze często odmawiają chrześcijanom wydania zaświadczenia potrzebnego przy składaniu wniosku o pożyczkę, rejestrowaniu własności, ubieganiu się o pracę i odnawianiu dowodu tożsamości. Większość z nich jest pod stałym nadzorem władz, które utrudniają im, a czasami uniemożliwiają spotkania. W stworzonym przez organizację Open Doors Światowym Indeksie Prześladowań Chrześcijan, w 2021 roku Bhutan zajmował 43. miejsce. Nieliczni bhutańscy chrześcijanie są tolerowani, ale kult mogą sprawować tylko prywatnie. Zakazuje się im wszelkiego prozelityzmu, publikowania Biblii, budowania kościołów, tworzenia szkół czy innych instytucji chrześcijańskich. Bhutański parlament wprowadził w listopadzie 2010 roku ustawę przeciw konwersjom, która przewiduje trzy lata więzienia za „wszelkie próby nawracania siłą czy w jakikolwiek inny sposób”. To określenie, pozostawia szerokie pole do interpretacji miejscowym władzom, które każdą konwersję mogą uznać za przestępstwo. W październiku 2010 roku sąd w Bhutanie skazał protestanta Prema Singha Gurunga na trzy lata więzienia za wyświetlenie w dwóch wioskach filmu o Jezusie. W marcu 2015 roku aresztowano lidera wspólnoty chrześcijańskiej Tandina Wangyala, który przebywał w więzieniu skazany za prozelityzm.
Bhutanese Christians Services Centre to organizacja pozarządowa informująca o prześladowaniach chrześcijan w Bhutanie. Gospel for Asia nadaje audycje radiowe w pięciu językach, które docierają do Bhutanu.

## Wspólnoty chrześcijańskie
Chrześcijanie zamieszkują głównie południową część Bhutanu

### Kościół rzymskokatolicki
Diecezja Dardżyling mająca siedzibę w Dardżyling w północno-wschodnich Indiach, od 1962 roku obejmuje Bhutan. Szacuje się, że katolikami jest około 0,2% mieszkańców.

### Protestantyzm
Większość chrześcijan w tym kraju to zielonoświątkowcy (ok. 2,0% mieszkańców). Kościół Boży w Chrystusie twierdzi, że jest denominacją dostarczającą większość traktatów ewangelii do Bhutanu, ma charakter zielonoświątkowy i posiada dwa zbory. Indian New Life League jest inną denominacją protestancką i ma jeden zbór w Bhutanie. Diecezja Himalajów Wschodnich jest diecezją Kościoła Północnych Indii z siedzibą w Dardżyling. Istnieją inne grupy protestanckie, takie jak El-Shaddai.

## Przekłady Biblii w językach używanych w Bhutanie
Fragmenty Biblii zostały przetłumaczone i opublikowane w dzongkha (w tym Nowa Biblia króla Jakuba: edycja 1; Nowy Testament z Księgą Psalmów i Księgą Przysłów), tshangla (Nowy Testament) oraz w języku nepalskim.